# Armeegruppe Wenck
Pour les articles homonymes, voir Walther Wenck et Wenck.
Constituée le 8 avril 1945 par un ordre du Führer, la 12e armée ou groupe d'armées Wenck est une unité hétéroclite de la Heer (armée de terre) de la Wehrmacht, composée dans les dernières semaines de la Seconde Guerre mondiale, destinée lors de sa formation à dégager les troupes bloquées dans la Ruhr.

## Création
Cette armée a été constituée sous le commandement de Walther Wenck dans l'improvisation la plus totale, alors que le chaos qui frappe le Reich dans les dernières semaines de son existence commence à s'étendre à l'armée.

## Constitution
Basée à Dessau et dans ces environs, bénéficiant ainsi d'un excellent centre de transmission, cette armée est composée d'éléments épars de diverses unités de la Wehrmacht.
L'état-major est ainsi constitué d'officiers sans affectation depuis la dissolution effective du groupe d'armées Nord, lors de son évacuation de Poméranie et de la presqu'île de Hel. 
Composée de diverses unités constituées de rampants de la Luftwaffe, de personnels du service du travail, de bataillons de défense anti-aérienne, de résidus d'unités, d'unités redéployées depuis la Scandinavie, cette unité comporte cependant un certain nombre de moyens militaires, certains canons sortant d'usine.
Dans le chaos qui règne dans les dernières semaines du Reich, les unités découvrent des centaines de péniches chargées de vivres, d'essence et de munitions, assurant ainsi un ravitaillement solide à cette armée constituée dans l'urgence et l'improvisation.

## Engagements
Dans un premier temps engagées contre les Américains sur l'Elbe, les unités qui composent cette armée enregistrent un certain nombre de succès locaux, réduisant des têtes de pont à l'Est du fleuve ou limitant leur extension. 
Puis, à partir du 20 avril, il est chargé de percer l'encerclement de Berlin qui apparaît inéluctable à Keitel et Jodl. Wenck reçoit le 22 avril la visite de Keitel qui lui apporte l'ordre de Hitler de lancer des offensives de dégagement afin de rompre l'encerclement de Berlin qui se précise,.
Le caractère totalement irréalisable de ce plan entraîne la mutinerie de Wenck, qui souhaite sauver l'Ostheer comme unité constituée en présidant à sa reddition aux Alliés occidentaux. 
Cependant, en dépit de la propagande de Goebbels, l'armée Wenck ne perce pas en direction de Berlin, mais, par de multiples succès locaux, parvient en revanche à réaliser sa jonction avec les débris de la 9e armée du général Busse.

## L'armée Wenck, discours et réalités
Berlin encerclée, le regroupement improvisé de troupes hétéroclites rassemblées à grand peine dans les derniers jours de mars et dans les premiers jours d'avril 1945 nommé groupe armée Wenck est utilisé par les principaux conseillers militaires de Hitler, Keitel et Jodl, pour tenter de remonter le moral de Hitler, déprimé depuis l'annonce de l'échec des attaques de Felix Steiner.
Enfin, cette armée  a joué un rôle surprenant, non seulement dans les dernières semaines du conflit, mais aussi dans les mémoires de certains généraux dont les unités sont engagées face aux troupes alliés : ainsi, Albert Kesselring, évoquant dans ses mémoires son tardif commandement à la tête du front de l'Ouest, assigne à la 12e armée un rôle essentiel dans le maintien d'une ligne de front cohérente face aux unités franco-anglo-américaines qui s'engouffrent dans le Reich.